# 謝拉峰
謝拉峰是一條大約500英里（800公里）長之大致從北到南的山脊，劃分了內華達山脈寬闊的西坡和狹窄的東坡，並向東延伸到山脈的斷崖。北部和中部的山脈頂峰部分與超過300英里（480公里）的大盆地分水嶺重合，南部的頂峰劃分了圖萊里縣和因約縣，並延伸穿過克恩縣，與特哈查皮頂峰匯合。
西奧多·所羅門斯首次嘗試繪製沿山脈的山頂路線。他在設想、探索和建立約翰·繆爾步道路線方面發揮了重要作用，這條路線從優勝美地山谷沿著內華達山脈的山頂到達惠特尼峰。